# The Poor-Whores Petition

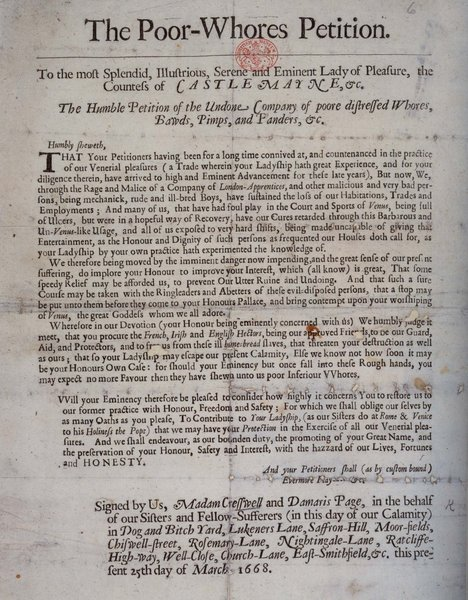
The Whores' Petition.

The Whores' Petition eller The Poor Whores' Petition var en berömd pamflett som cirkulerade i London efter Bawdy House Riots, ett flera dagar långt upplopp riktat mot bordellverksamheten i London, i mars 1668. 
Efter upploppen stod Londons kanske mest berömda bordellägare, Damaris Page och Elizabeth Cresswell, som två av avsändarna till av den berömda pamfletten, som sändes till Karl II av Englands mätress Lady Castlemaine. 
Petitionen riktade sig till Castlemaine och uppmanade henne att visa solidaritet med de prostituerade i sin egenskap av kollega och hjälpa till att reparera den skada som åsamkats dem under upploppen och förhindra vidare förföljelse mot dem. 
Det är okänt vem som i själva verket författade denna petition, men Page och Cresswell stod officiellt som avsändare. Petitionen tilldrog sig stort uppseende och blev berömd. Olika teorier har framlagts om varför den skrevs och av vem. 